# Desaparición de Ikran Tahlil Farah
Ikran Tahlil Farah (nacida el 24 de agosto de 1996) era una joven somalí que trabajaba como funcionaria para la Agencia Nacional de Inteligencia y Seguridad de Somalia, formada en derecho internacional de los derechos humanos y relaciones internacionales. En el momento de su desaparición, en junio de 2021, estaba destinada en el departamento de ciberseguridad de la Agencia.

## Antecedentes
Según su pasaporte diplomático somalí, Ikran había nacido en Kenia el 24 de agosto de 1996. Tras asistir a la escuela primaria en Mandera, fue al instituto Agha Khan de Nairobi. Se licenció en Relaciones Internacionales por la Universidad Internacional de Estados Unidos en Nairobi.
Ikran se incorporó a NISA en 2017, donde trabajó en la oficina del director. En octubre de 2017 fue ascendida a directora de la División de Cumplimiento de los Derechos Humanos. Sus funciones incluían el enlace con la embajada británica en Mogadiscio y la AMISOM sobre el desarrollo de capacidades en el sector de la seguridad. De octubre de 2018 a julio de 2019, estuvo destinada como jefa de gabinete en la oficina del alcalde de Mogadiscio, Abdirahman Yarisow, que fue asesinado en agosto de 2019. NISA la envió entonces a estudiar al Reino Unido, donde obtuvo un Certificate of International Human Rights Law por la Universidad de Nottingham también en 2019, y un certificado de posgrado en Internation Affairs por el King's College de Londres en 2020. Regresó a NISA como jefa de su unidad de ciberseguridad, donde trabajó hasta su desaparición en junio de 2021.

## Secuestro

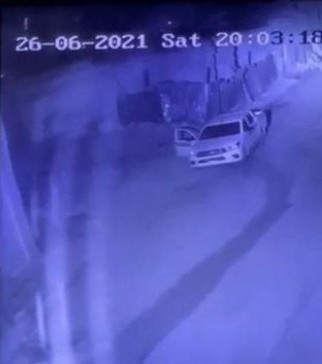
Imagen de CCTV del Jeep blanco registrado por la NISA el 26 de junio de 2021, frame horario de 23:03:18.

El 26 de junio de 2021, Ikran, de 25 años, fue secuestrada cerca de su casa, en el distrito Abdulaziz de Mogadiscio, que está cerca de la sede de la NISA. La última vez que se vio a Ikran fue en una grabación de CCTV en la que se la ve subiendo a una réplica de un jeep Toyota de la NISA. Garowe online ha afirmado que obtuvieron la grabación de CCTV en la que se la ve "subiendo a un jeep" con una matrícula falsa de la NISA la noche de su desaparición. Sin embargo, la Agencia afirmó que las imágenes del circuito cerrado de televisión no estaban disponibles, debido a que la cámara de vídeo no funcionaba.

## Investigación
El 2 de septiembre de 2021, la NISA publicó un comunicado en el que afirmaba que Ikran había sido entregada a Al Shabaab, organización armada considerada brazo armado de Al Qaeda en la región, que, según ellos, la había matado, pero Al Shabaab negó cualquier implicación.
El 4 de septiembre de 2021, el entonces primer ministro Mohamed Hussein Roble pidió al director general de la NISA, Fahad Yasin, que presentara un informe sobre la muerte de Ikran. Roble suspendió a Yasin por no presentarlo, pero la decisión fue revocada por el presidente Abdullahi Mohamed, alegando que era inconstitucional. Roble acusó a Mohamed de "obstruir la investigación efectiva del caso de Ikran Tahlil Farah". En una declaración conjunta del 7 de septiembre de 2021, la IGAD, la Unión Europea, Estados Unidos, la Misión de la Unión Africana en Somalia y la ONU pidieron que se realizara una investigación creíble sobre la desaparición de Ikran.
El ex director general de la NISA Abdullahi Ali Sanbalolshe, que contrató inicialmente a Ikran en 2017, sugirió que podría haber sido objeto de un ataque debido a su posesión de información sensible, sugiriendo que tenía información sobre el despliegue secreto de reclutas del ejército somalí en Eritrea que podrían haber sido enviados a Etiopía para luchar en la guerra de Tigray. El Consejo de Candidatos Presidenciales ha pedido una investigación independiente sobre el caso.
La madre de Ikran, Qali Mohamud Guhaad, presentó cargos ante el tribunal militar contra Fahad Yasin, Abdullahi Kulane, Abdikani Wadna-Qabad y Yasin Faray en relación con la desaparición de su hija. Según Qali, se ofreció un acuerdo extrajudicial a través de Hussein Dhubow y el diputado Dahir Jesow. El Dr. Tahlil, padre de Ikran y residente en Londres, respondió que la familia no aceptaría tal acuerdo. Mohamed nombró posteriormente una comisión de investigación para esclarecer la desaparición, pero Qali desestimó la medida.
Se cree que Ikran estaba en posesión de información sensible relacionada con el atentado suicida que acabó con la vida de su antiguo jefe, Abdirahman Osman, y también con un programa secreto en el que se calcula que entre 4 000 y 7 000 reclutas militares somalíes fueron enviados a entrenarse a Eritrea antes de ser supuestamente enviados a luchar en la guerra del Tigray, en Etiopía.